# Mikael Regenholz
Mikael Regenholz, född 13 augusti 1986 i Stockholm, är en svensk röstskådespelare och dubbregissör.
Han har bland annat gjort den svenska rösten till Patrik Stjärna i den tecknade TV-serien Svampbob fyrkant och  DJ Kattfnatt i Gabbys dockskåp.